# Chota-Tal
Das Chota-Tal (span. Valle del Chota) ist eines der Täler zwischen der Ostkordillere und der Westkordillere der Anden in Ecuador. Es bildet einen Großteil des nördlichsten der großen innerandinen Talkessel und beginnt ca. 35 km nördlich von Ibarra im Grenzgebiet der Provinzen Imbabura und Carchi. Das Tal ist nach dem es durchziehenden Fluss Río Chota benannt. Dieser ändert jedoch in seinem Verlauf durch das Tal seinen Namen und heißt unterhalb der Einmündung des Río Ambi Río Mira. Gegenstand dieses Artikels ist das Tal entlang des Chota/Mira im Bereich der Anden zwischen den Provinzen Carchi und Imbabura, jedoch nicht der gesamte Verlauf der Flüsse, deren Wasser letztlich in den Pazifik münden. Die Täler von Chota/Mira, die in der Kolonialzeit auch Coangue-Tal genannt wurden, werden im Folgenden zusammenfassend als Chota-Tal bezeichnet. In anderen Zusammenhängen wird gelegentlich auch nur das eigentliche Chota-Tal, also der Bereich, in dem der Fluss den Namen Chota trägt, als solches gemeint.
Neben der Provinz Esmeraldas ist das Chota-Tal Hauptsiedlungsort der Afroecuadorianer und eine der ärmsten Gegenden des Landes. Internationale Bekanntheit erlangte das Chota-Tal, da vier Leistungsträger der Fußballnationalmannschaft Ecuadors bei der Fußball-Weltmeisterschaft 2006 (de la Cruz, Delgado, Méndez und Espinoza) in den benachbarten Dörfern Chalguayacu, Piquiucho und El Juncal geboren wurden.

## Geographie
Als Chota-Tal wird in der Regel das Gebiet des oberen Tals des Flusses Río Chota bzw. Río Mira bezeichnet. Für dieses Gebiet wird unter anderem auch die Bezeichnung El Chota verwendet, die darüber hinaus sowohl auf den Fluss selbst angewendet wird als auch der Name einer kleinen Siedlung gleichen Namens an seinem Ufer (s. u.) ist. Mira ist die Bezeichnung für den Chota nach seinem Zusammenfluss mit dem Río Ambi bei dem gleichnamigen Ort Mira. Das Tal liegt in Ost-West-Richtung zwischen zwei Gebirgszügen der Anden im nördlichen Ecuador. Der Mira fließt nach Westen in Richtung der Provinz Esmeraldas aus dem Tal ab und mündet schließlich in den Pazifik.
Das Chota-Tal bildet ein Grenzgebiet der Provinzen Carchi und Imbabura und umfasst vor allem ländliche Teile der Kantone Ibarra und Pimampiro in Imbabura und Mira und Bolívar in Carchi. Der wichtigste Ort im östlichen Chota-Tal, Ambuquí (Sitz eines Kirchspiels des Kantons Ibarra), befindet sich 34 km nördlich von Ibarra und 89 km südlich von Tulcán. Der manchmal mit dem Namen des Tals gleichgesetzte kleine Ort El Chota ist Teil des Kirchspiels Ambuquí. Im Chota-Tal gibt es insgesamt rund 35 Siedlungen (siehe Abschnitt Siedlungen). Die ecuadorianische Nationalstraße 35, der örtliche Abschnitt der Panamericana, verläuft von Quito über Ibarra nach Tulcán durch das Chota-Tal. Ansonsten ist die Gegend infrastrukturell schlecht erschlossen, die meisten Siedlungen liegen abseits oder unterhalb der Panamericana. Das Tal befindet sich zwischen 1.200 und 1.850 m Höhe, seine Ränder sind bis zu über 3.000 m hoch. Die relativ kleinen Siedlungen im Tal selbst sind hauptsächlich von Afro-Ecuadorianern, Kreolen und Mestizen bewohnt. Die meisten Häuser sind aus Schlackebeton-Formsteinen oder einfacheren Materialien errichtet. In der Regensaison sind Überschwemmungen ein Problem. Die Arbeitslosigkeit besonders unter der afro-ecuadorianischen Bevölkerung ist hoch. In größeren Höhen an den Rändern des Tals leben kichwa-sprachige Indigene (Kayampi und Natabuela).
Die Jahresdurchschnittstemperatur im Tal beträgt zwischen 20 und 24 Grad Celsius; Tagestemperaturen liegen zwischen 16 und 29 Grad. Die relativ hohen Temperaturen erklären sich unter anderem durch häufiges Auftreten von trockenen, aber warmen Fön-Winden. Das Klima ist als tropisch trocken mit Niederschlägen von weniger als 1.000 mm pro Jahr zu beschreiben.
Die Gebiete entlang des Chota sind als Bewässerungsgebiete fruchtbar und dienen dem Anbau von Tabak, Baumwolle, Bananen, Avocados, Wein, Tamarillos und Gartenbohnen (fréjol). Die trockeneren und staubigen, halbwüstenartigen Erosionsflächen abseits der Flüsse, die den Hauptteil des Tals ausmachen, dienen in erster Linie traditionell dem Anbau von Zuckerrohr, aus dem Melasse hergestellt und Zuckerrohrschnaps gebrannt wird. Daneben wird in kleinem Umfang Viehzucht betrieben. Zur Vegetation im Chota-Tal gehören Eukalyptus-Bäume, zu seiner Tierwelt Mauereidechsem, Kolibris, Rostkehl-Wasseramseln und Goldbauchkernknacker (Guiragchuros).
Der Vulkan Imbabura und der Lago San Pablo an seinem Fuß befinden sich geologisch gesehen in der Chota-Senke (span. Hoya del Chota); dieser Bereich wird jedoch nicht zum Chota-Tal im engeren Sinne gezählt. Der westliche Teil des Chota-Tals in Richtung Esmeraldas ist feuchter und geht in tropischen Regenwald über.

## Geschichte
Die Bevölkerung der Region, zumeist Afroecuadorianer, und ihre Geschichte sind eng mit der Geschichte der kolonialen Haciendas der Region und der auf ihnen praktizierten Sklaverei verbunden.
Die Schwarzafrikaner wurden seit dem 17. Jahrhundert hierher gebracht, um als Sklaven für die Jesuiten und Mercedarier auf Haciendas (v. a. Zuckerrohrplantagen) und in Minen bzw. Salinen zu arbeiten. Die Jesuiten übernahmen 1659 die wirtschaftlichen Kontrolle über das heutige Chota-Tal, das seinerzeit aufgrund des staubig-heißen Klimas als Coangue-Tal bzw. „Tal bösartiger Hitze“ bekannt war, da dort Malaria und andere Arten von Fieber die Gesundheit der Menschen bedrohten.
Bereits vor der Konquista war die Region an Chota und Mita Produktionsstätte für Coca und Baumwolle gewesen. Die einheimische Bevölkerung verringerte sich sowohl nach der Eroberung der Region durch die Inka (um 1475) durch Deportation von Arbeitskräften als auch nach der Konquista, in erster Linie durch Krankheiten wie die Malaria, die die Spanier in das warme Hochtal eingeschleppt hatten.
Um 1550 bemühten sich die ersten spanischen Hacendados zum Anbau von Weintrauben, Oliven und Baumwolle wieder vermehrt indigene Arbeitskräfte heranzuschaffen. Dies scheint zumindest kurzfristig erfolgreich gewesen zu sein, da 1570 die Produktion von Baumwolle und Coca als angestiegen vermeldet wird und für den Ort Pimampiro 738 indigene Bewohner gezählt wurden.
Mittelfristig gelang es aufgrund der klimatischen Bedingungen aber nicht, mit indigenen Arbeitskräften florierende Landwirtschaft im Tal zu betreiben. Der Hauptgrund waren die sich immer wieder verbreitenden genannten Krankheiten, gegen die die indigene Bevölkerung anderer Gebiete, die über das Mita-System rekrutiert wurden, keine Abwehrkräfte besaßen. Statt indigener Arbeitskräfte wurden daher zunehmend afrikanische Sklaven, die Vorfahren der heutigen Bewohner, in das Tal gebracht. Die ersten dieser Sklaven wurden um 1575 in das Tal verschleppt. Sie stammten aus der Region Senegambia und gehörten vermutlich unter anderem den Mandinka an. Verantwortlich dafür soll der Kazike García Tulcanaza von Tulcán gewesen sein, der die lokale Herrschaftsgewalt innehatte, sowie weitere Privatpersonen.
Zu Beginn des 17. Jahrhunderts wurde der Zuckerrohranbau im Tal forciert. Durch damit verbundene sozioökonomische Veränderungen wurden die meisten noch im Tal ansässigen Indigenen aus der Region vertrieben. Seit 1620 erwarben die Jesuiten im Tal mehr und mehr Besitz. Sie betrieben Zuckerrohr- und Ölmühlen und die zugehörigen Latifundien sowie Salinen. Der Import von Sklaven nahm unter den Jesuiten zu. Die Jesuiten bevorzugten Angehörige des Volks der Mina aus dem Gebiet der Goldküste, die von portugiesischen Sklavenhändlern importiert wurden. Bedeutendster Konkurrent der Jesuiten, sowohl im Chota-Tal als auch im lokalen Sklavenhandel war Juan Espinosa de los Monteros, dessen Hacienda Cuajara die Jesuiten 1682 zu einem hohen Preis kauften, wodurch sie sich die Vorherrschaft im Tal, in dem auch die Mercedarier, die Augustiner und die Dominikaner Ländereien hatten, endgültig sicherten. Zwischen 1680 und 1767, dem Jahr der Vertreibung aus dem Chota-Tal, nahm der Import von Sklaven eine neue Dimension an. Die Jesuiten kauften von englischen, französischen und portugiesischen und holländischen Sklavenhändlern von der Bucht von Biafra und von der Sklavenküste sowie Bantu-sprachige Sklaven aus dem Gebiet des Kongo und aus Luanda. Im Jahr der Ausweisung der Jesuiten (1767) wurden auf der Hacienda La Concepción 760, auf Cuajara 540, auf Chamanal 300 und im Gebiet der heutigen Provinzen Imbabura und Carchi insgesamt 2615 afrikanischstämmige Sklaven gezählt. Die von den Jesuiten besessenen Haciendas, unter anderem Chalguayacu, Cuajara, Carpuela, Pisquer, Tumbabiro, Chamanal, Concepción, Cachiyacu, Santiago und Caldera, fielen zunächst unter die Administration der Krone und wurden bis 1800 schrittweise an lokale Eliten verkauft.
In der Folgezeit flohen viele Sklaven von den Haciendas in andere Regionen. Es kam zu zahlreichen kleineren und größeren Aufständen. Eine „Kommission“ von der Hacienda La Concepción geflüchteter Sklaven um Pedro Lucumí und Martina Carillo wurde bekannt, da sie sich 1778 an den Präsidenten der Real Audiencia de Quito, José Diguja, wandte, um gegen die Bedingungen auf der Hacienda zu protestieren, woraufhin der Administrator der Hacienda ausgewechselt und zu einer Geldstrafe verurteilt wurde. 1789 brachen zwei bekannte Rebellionen auf benachbarten Haciendas aus, die eine unter Führung von Ambrosio Mondongo in Salinas, die andere auf La Concepción gegen den Verkauf der Hacienda, auf der seit der Beschwerde unter Lucumí und Carrillo verbesserte Bedingungen herrschten.
In dieser Zeit haben ehemalige Sklaven wohl erstmals im Bereich der Haciendas kleine Parzellen zur Landwirtschaft besessen. Die Sklaverei blieb jedoch als Institution bestehen. Ein Zensus aus dem Jahr 1825, als die Sklaverei ihren Höhepunkt deutlich überschritten hatte, erfasste für die Provinz Imbabura 2.315 Sklaven, von denen die meisten im Bereich des heutigen Chota-Tals gelebt haben dürften. Zum Zeitpunkt der Abschaffung der Sklaverei unter Präsident José María Urbina im Jahr 1852 gab es in Imbabura noch 748 Sklaven.
Die heutigen Nachkommen der als Sklaven in das Tal Verschleppten tragen vielfach Nachnamen, die auf die regionale Herkunft bzw. Volkszugehörigkeit ihrer Vorfahren hindeuten (zum Beispiel Mina, Minda, Anangonó, Chalá und Carabalí).
Mit der Abschaffung der Sklaverei wurden die meisten ehemaligen Sklaven zu landlosen Landarbeitern, da das Land weiterhin den Großgrundbesitzern gehörte. Viele arbeiteten in einem dem Heuerlingswesen vergleichbaren Status, bei dem sie Recht auf Wohnung und ein wenig Land gegen Arbeit auf der Hacienda erhielten. Durch die Agrarreformen der 1960er Jahre wurden Haciendas enteignet und die Arbeiter und ihre Familien, die sich in „Comunidades“ (einer Art Genossenschaft) zusammenschlossen, erhielten 2 bis 3 Hektar Land.
Noch heute ist das Chota-Tal eines der am schlechtesten mit Infrastruktur des täglichen Bedarfs ausgestatteten Gebiete Ecuadors außerhalb des Amazonastieflandes. Strom ist zwar fast überall vorhanden, jedoch sind Kanalisation, Abfallentsorgung und befestigte Straßen noch kein Standard für viele Siedlungen. Arbeitslosigkeit und Unterbeschäftigung sind ein großes Problem, weshalb viele junge Menschen in andere Regionen Ecuadors, etwa nach Quito, abwandern. In den vergangenen Jahrzehnten haben Entwicklungshilfeprojekte daran nur wenig ändern können, was von Beobachter auf deren paternalistischen Charakter zurückgeführt wird. Initiativprojekte wie die Kunsthandwerksvereinigungen von Mascarilla und San Juan de Lachas werden hingegen als neuer Weg zur Generierung von Beschäftigung und Einkommen und zur Traditionspflege angesehen. Die Fußballspieler aus dem Chota-Tal, insbesondere Ulises de la Cruz und Agustín Delgado, tragen durch die Gründung von Stiftungen, medizinischen Einrichtungen und Fußballschulen ebenfalls in begrenztem Maße zur Entwicklung ihrer Heimatorte bei.

## Kultur
Die bekannteste kulturelle Besonderheit des Chota-Tals ist der Tanz „Bomba del Chota“. Die Bomba wurde erstmals 1883 von einem US-amerikanischen Diplomaten erwähnt, hat jedoch eine lange Tradition als Teil der afro-ecuadorianischen Kultur. Musikalisch ist sie durch die hervorstechende Bedeutung der Perkussion westafrikanischer Musik verwandt. Namensgebend ist die Bomba, eine Trommel, die aus Guadua oder Bolso-Holz (Heliocarpus americanus) und der Haut einer Hausziege hergestellt wird. Darüber hinaus kommen traditionell weitere Trommeln und Bombos sowie einfache Instrumente aus im Tal heimischen Pflanzen zum Einsatz: eine Art Tuba aus einem einseitig abgeschnittenen Kürbis, der so „einarmig“, spanisch mocho wirkt, was den Kapellen, die die Bomba spielen, die Bezeichnung Banda Mocha eingebracht hat, ein dem Kornett ähnliches Blasinstrument aus den Blättern der in Ecuador Penco genannten amerikanischen Agava, eine dem indianischen Pinkillo ähnliche Querflöte aus dem Carrizo genannten Pfahlrohr, und die Calanguana, eine Art Güiro aus einem Kürbis. Heute werden diese Instrumente mit aus dem spanischen bzw. ecuadorianischen Kontext übernommenen Instrumenten wie Gitarre oder Requinto kombiniert.
Der Gesang ist als Dialog angelegt. Die Texte handeln vom täglichen Leben, vom Fluss, den Frauen, der Liebe und den Früchten.
Bombas werden ebenso bei Patronatsfesten (zum Beispiel Virgen del Carmen am 16. Juli) wie auch bei nicht-religiösen Anlässen und Hochzeiten, Taufen, Kindesbeerdigungen etc. getanzt. Zwei der bekanntesten Versionen des Tanzes sind die Paartänze „El Caderazo“ (dt. „Der Hüftschlag“) und der „Tanz mit der Flasche“. Beim Caderazo verfolgt die Frau den Mann und versucht, ihn mit ihrer Hüfte zu schlagen. Gelingt ihr dies, verlässt der Mann „beschämt“ die Tanzfläche. Beim „Tanz mit der Flasche“ trägt die Frau eine Flasche freihändig auf dem Kopf und tanzt, ohne dass die Flasche das Gleichgewicht und ihre Bewegungen die Harmonie verlieren.

## Siedlungen
Der Fluss Chota bildet die Grenze der Provinzen Imbabura und Carchi und fließt von Südosten nach Nordwesten. Die südlich des Flusses gelegenen Gebiete gehören zu Imbabura, die nördlich gelegenen zu Carchi. In Imbabura gehören die südöstlich gelegenen Gebiete zum Kanton Pimampiro, die südwestlich gelegenen zum Kanton Ibarra, in Carchi liegen die nordöstlich gelegenen Gebiete im Kanton Bolívar, die nordwestlich gelegenen im Kanton Mira.
Die folgende Liste enthält alle größeren Siedlungen entlang des Flussverlaufs (flussabwärts), zunächst die der Provinz Imbabura, dann die der Provinz Carchi.

### Kanton Pimampiro
- Chalguayacu ist der einzige Ort des Kirchspiels Pimampiro, das gleichzeitig Kanton ist, im Chota-Tal. Der Ort geht auf eine der Haciendas der Jesuiten in der Region zurück.[4] Er bildete im Rahmen der Agrarreform 1955 eine Comunidad gemeinsam mit dem benachbarten El Juncal.[16]

### Kanton Ibarra
- El Juncal, ebenfalls am Chota gelegen, ist das vielleicht bekannteste Dorf im Chota-Tal, da hier Edison Méndez und Agustín Delgado geboren wurden. Der Ort wurde der Überlieferung nach vor 100 Jahren von aus der Hacienda Caldera vertriebenen „aufsässigen“ Dunkelhäutigen begründet.[8]
- Carpuela gehört zum Kirchspiel Ambuquí und ist bekannt für die kunsthandwerkliche Herstellung von Masken aus Tonmineralerde (span. arcilla). Es geht auf die ehemalige Hacienda Carpuela der Jesuiten, bzw. zuvor der Mercedarier, zurück.[4]
- Ambuquí, ca. 34 km nordöstlich von Ibarra auf einer Höhe von ca. 1500 m gelegen. Im Gegensatz zu den übrigen Orten im Chota-Tal ist Ambuquí vorwiegend von Mestizen bewohnt. Der Ort liegt nicht direkt am Chota, wohl aber die Siedlung Ramal de Ambuquí. Ambuquí ist Sitz des Kirchspiels, in dem die vorgenannten Orte liegen.
- El Chota ist ebenfalls ein Dorf des Kirchspiels Ambuquí. Es liegt direkt am gleichnamigen Fluss und wurde von Flüchtlingen der Hacienda La Caldera begründet.[8]
- Salinas ist Sitz eines weiteren Kirchspiels des Kantons Ibarra. Es liegt an der Mündung des Ambi in den Chota, der ab dort Mira heißt. In Salinas wurde früher mit primitiven Methoden und Sklavenarbeit Salz gewonnen.[17]
- La Victoria liegt nicht am Chota/Mira, sondern weiter im Inland, je ca. 10 km von Salinas, Cuambo und Ponce entfernt.
- Cuambo liegt am Fluss, hat ca. 200 Einwohner und war der Überlieferung nach ein Rückzugsgebiet für geflohene Sklaven, deren Herren gegen Hitze und Staub der Umgebung nicht gewappnet waren.[18]
- Ponce liegt gegenüber dem ehemaligen Bahnhof Estación Carchi (siehe unten) am Mira
- San Guillermo, basierend auf der Hacienda San Guillermo
- Cuajara geht auf eine ehemalige Hacienda der Jesuiten zurück, auf der 1767 264 afrikanischstämmige Sklaven gezählt wurden.[4]
- Santa Marianita (nicht am Chota bzw. Mira)
- San Jerónimo liegt nicht direkt am Chota/Mira, sondern an der Straße von Ibarra nach San Lorenzo in Esmeraldas. Hier befindet sich ein zentraler, von den USA finanzierter Stützpunkt zur Bekämpfung des Drogenschmuggels.[19]
- El Limonal liegt ebenfalls entlang der Straße von Ibarra nach San Lorenzo. Von hier geht ein Weg ab, über den man Guallupe und San Juan de Lachas erreicht.[20]
- Guallupe ist eine kleine Siedlung am Mira, die zum Kirchspiel La Carolina gehört. Ihr Name leitet sich von Guadalupe her.

### Kanton Bolívar
- Caldera, basierend auf der ehemaligen Hacienda der Jesuiten gleichen Namens.[4] Der gleichnamige Fluss Caldera, an dem der Ort liegt, ist ein linksseitiger Zufluss des Chota.
- Piquiucho liegt am El Juncal gegenüberliegenden Ufer des Chota, der hier die Grenze der Provinzen Carchi und Imbabura bildet. Der Ort ist Geburtsort von Ulises de la Cruz.
- San Victorino
- Tumbatú am Chota hat etwa 500 Einwohner in 90 Familien, von denen 98 % Afroecuadorianer sind.[21]
- San Vicente de Pusir liegt am linksseitigen Chota-Zufluss Río El Ángel und ist Sitz eines Kirchspiels. Pusir war eine der größeren Haciendas in der Kolonialzeit.[22]

### Kanton Mira
- Mascarilla gehört zum Kirchspiel Mira des Kantons Mira. Es liegt an der Mündung des Río El Ángel in den Chota.
- Juan Montalvo ist Sitz eines nach Juan Montalvo benannten Kirchspiels mit ca. 1.500 Einwohnern, zu dem unter anderem Santiaguillo und Cabuyal gehören. Der Ort Juan Montalvo liegt nicht am Chota/Mira.[23] Die Bevölkerung des Ortes selbst ist nicht überwiegend afroecuatorianisch.
- Santiaguillo befindet sich nicht am Mira, sondern an dessen Zufluss Río Santiaguillo bzw. an der Straße von Juan Montalvo nach La Concepción. Der Ort hat etwa 200 Einwohner.[24]
- Cabuyal liegt ebenfalls nicht direkt am Mira, sondern am Santiaguillo bzw. an der Straße von Mira über Juan Montalvo nach La Concepción und geht auf eine ehemalige Hacienda El Cabuyal zurück.[25]
- Santana (auch Santa Ana) gehört zum Kirchspiel La Concepción und liegt nicht direkt am Mira, sondern am Río Santiaguillo, gegenüber von Cabuyal, bzw. an der Stelle, wo sich die Wege von Estación Carchi nach La Concepción und nach Mira verzweigen.
- La Concepción ist Hauptort eines 1884 eingerichteten Kirchspiels mit heute ca. 3.400 Einwohnern. Es liegt nicht direkt am Mira und entstand aus der ehemaligen Hacienda La Concepción, der größten mit schwarzen Sklaven betriebenen Hacienda.[26]
- Estación Carchi ist ein kleines Dorf, das sich am Ort eines ehemaligen Bahnhofs an der Bahnlinie Quito-Ibarra-San Lorenzo befindet und seit dem Ende der Zugverbindung zunehmend verlassen wurde. Der Zugverkehr wurde 1956 aufgenommen und findet seit 2000 nicht mehr statt. Außerdem[27]
- La Loma ist ebenfalls ein kleines Dorf des Kirchspiels La Concepción
- Chamanal ist ein kleiner Ort im Kirchspiel La Concepción, der auf eine ebenfalls auf eine bis 1767 von Jesuiten betriebene Hacienda zurückging. 1883 erwähnte der US-Diplomat Friedrich Hassaurek erstmals den Tanz Bomba, der auf der Hacienda Chamanal gespielt werde.[28]
- El Hato de Chamanal liegt nicht direkt am Mira, sondern nördlich von Santa Lucía. Es gehört ebenfalls zu La Concepción.
- Santa Lucía entstand ebenfalls aus einer gleichnamigen ehemaligen Jesuiten-Hacienda, die 1788 von Francisco Gómez de la Torre für 20.000 Pesos erworben wurde (wie auch diejenigen von Chamanal und Pisquer).[4] Es gehört heute ebenfalls zum Kirchspiel La Concepción.
- El Naranjal gehört ebenfalls zum Kirchspiel La Concepción und beherbergt unter anderem ein kleines Werk für Tierfutter (alimentos balanceados) und einen Öko-Bauernhof.
- Auch El Rosal ist eine kleine Siedlung im Kirchspiel La Concepción.
- Naranjito, eine Siedlung mit ca. 150 Einwohnern, gehört ebenfalls zu La Concepción.
- Tablas gehört zum Kirchspiel Jacinto Jijón y Caamaño, dessen Hauptort Río Blanco heißt. Es liegt am Mira, zwischen Naranjito und San Juan de Lachas.
- San Juan de Lachas gehört ebenfalls zum Kirchspiel Jacinto Jijón y Caamaño. Es ist für sein Kunsthandwerk (Keramik und Flechtwerk) bekannt und über eine Brücke mit Limonal auf der anderen Seite des Mira verbunden.[20]